# Theobald Fritz
Theobald Johann Fritz (* 29. Mai 1771 in Schrattenthal in Niederösterreich; † 24. April 1848 in Wien) war ein österreichischer römisch-katholischer Theologe und Hochschullehrer.

## Leben

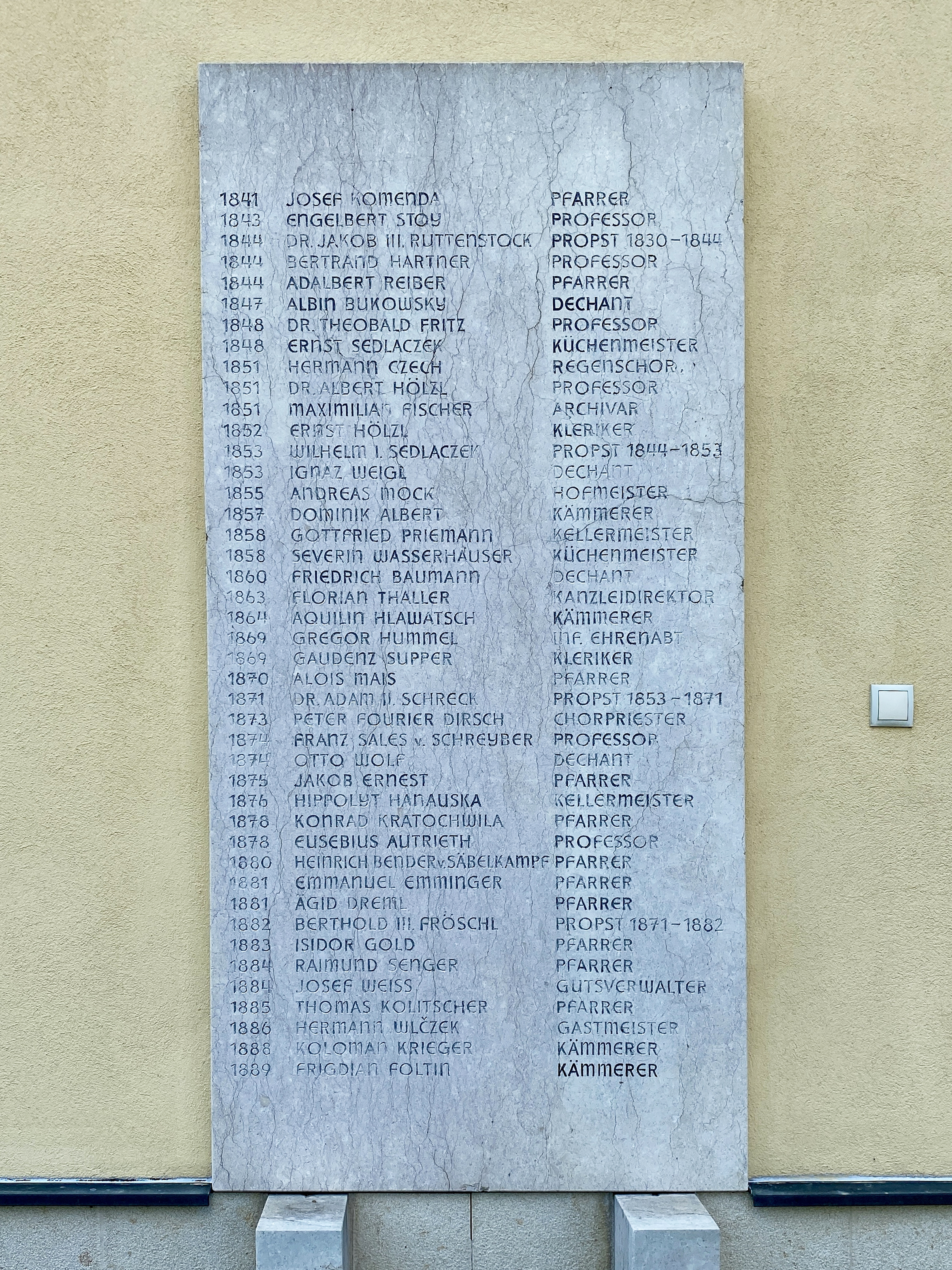
Name von Theobald Fritz an der Chorherren-Gruft

Theobald Fritz trat am 21. September 1794 als Novize in das Augustiner-Stift Klosterneuburg ein und wurde nach vollendeten theologischen Studien am 31. August 1800 zum Priester geweiht. Nach der feierlichen Profess am 31. Mai 1801 wurde ihm das Lehramt der Moral- und Pastoraltheologie an der theologischen Hauslehranstalt im Stift Klosterneuburg übergeben. Am 16. November 1810 erhielt er die Berufung an die Wiener Universität und lehrte dort Moraltheologie bis zu seinem Tod 1848.
1830 wurde ihm das Amt eines Zensors übertragen; als solcher hatte er theologische Schriften auf ihre Eignung für das bischöfliche Imprimatur zu prüfen.
Im Jahr 1835 erhielt er per Dekret die Doktorwürde.
Nach dem Tod des regulierten lateranischen Chorherrn Theobald Fritz wurde sein Leichnam nach Klosterneuburg überführt und dort in der Chorherren-Gruft auf dem Oberen Stadtfriedhof bestattet.